# Kasımlar, Sütçüler
Kasımlar là một thị trấn thuộc huyện Sütçüler, tỉnh Isparta, Thổ Nhĩ Kỳ. Dân số thời điểm năm 2011 là 697 người.